# Vicky Hernández
Vicky Hernández (Tuluá, 14 de outubro de 1945) é uma atriz colombiana.

## Filmografia

### Televisão
- Mujeres asesinas (2012) - Caridad Manrique
- Escobar, El Patrón del Mal (2012) - Mãe de Pablo
- La Traicionera (2011) - Gracia Herrera
- Reto de Mujer (2011) - Lola
- La bruja (2011) - Clemencia de Mejia
- Un sueño llamado salsa (2010) - Celia de Torres
- Aquí no hay quien viva (2008) - Magola Fuentes de García
- Tiempo final (2007) Marcela
- En los tacones de Eva (2006-2008) - Lucrecia de Nieto
- La saga, negocio de familia (2004) - Magnolia
- Luna, la heredera (2004) - Victoria
- Las noches de Luciana (2004) - Lourdes
- Siete veces amada (2002) - Marucha
- La madre (1998) - Marta
- Hilos invisibles (1998)
- Pandillas Guerra y Paz (1997) - Victoria Vanegas
- Prisioneros del amor (1997) - Eloísa
- Flor de oro (1995)
- Sobrevivir (1995)
- Momposina (1994)
- Pasiones secretas (1993) - Madre Hilaria
- La casa de las dos palmas (1991) - Florentina Herreros
- Espumas (1991)
- Azúcar (1989) - Raquel Vallecilla Cuca Loma
- La posada (1988) - Martha Gutiérrez de Posada
- Romeo y Buseta (1987)
- El Faraón (telenovela)
- Rubí (1970)
- Don Chinche (1983-1989) - Victoria

### Cinema
- Ciudad Delirio (2014)
- Satanás (2007) - Beatriz
- El trato (2005)
- Les gens honnêtes vivent en France (2004)
- Perder es cuestión de método (2004) - Dona de cantina
- El cristo de plata (2004)
- Prueba de vida (2000) - María
- La toma de la embajada (2000) - María Elena Chassoul
- La deuda (1997)
- Águilas no cazan moscas (1995) - Encarnación
- La estrategia del caracol (1992) - Eulalia
- Confesión a Laura (1990) - Laura
- Técnicas de duelo: Una cuestión de honor (1989) - Encarnación
- Crónica de una muerte anunciada (1987) - Clotilde Armenta
- La mansión de Araucaima (1986) - La Machiche
- Visa USA (1986)
- Póngale color (1985)
- Cóndores no entierran todos los días (1984) - Agripina
- Nelly (1984)
- Carne de tu carne (1983) - Julia
- Le Sang de Tropiques (1982)